# Georges Deflandre
Georges Deflandre (ur. 1897, zm. 1973) – francuski mikropaleontolog.

## Życiorys

### Dane biograficzne
Georges-Victor Deflandre urodził się 18 marca 1897 w Dizy. Najpierw zarabiał na życie jako kolejarz i nauczyciel. W 1926 uzyskał doktorat na podstawie rozprawy o współczesnych glonach z rodzaju Trachelomonas. Później jego zainteresowania badawcze przesunęły się w stronę paleontologii. Od 1933 pracował w CNRS, a od 1943 był (pierwszym) kierownikiem Zakładu Mikropaleontologii École pratique des hautes études. Zmarł 17 czerwca 1973 w Paryżu.
Jego żoną i współpracowniczką była paleontolożka Marthe Deflandre-Rigaud.

### Wyróżnienia
- Kawaler Legii Honorowej (1951)
- Członek korespondent Austriackiej Akademii Nauk (1957)
- Członek Niemieckiej Akademii Przyrodników Leopoldina (1963)
- Członek honorowy Amerykańskiego Towarzystwa Geologicznego(inne języki) (1963)
- Członek korespondent paryskiej Akademii Nauk (1966)[2]

## Osiągnięcia naukowe

### Badania nad promienicami paleozoicznymi
Jednym z głównych osiągnięć Deflandre'a było odkrycie dobrze zachowanych paleozoicznych promienic. Do jego czasów sądzono, że radiolarie paleozoiczne nie różnią się zasadniczo od późniejszych, co było wynikiem badania ich wyłącznie na podstawie przekrojów (płytek cienkich). Deflandre, na podstawie dobrze zachowanych materiałów z Montagne Noire, opisał najpierw nowy rodzaj Albailella (nazwany na cześć przyrodnika-amatora o nazwisku Albaille, który przysłał mu pierwsze znaleziska), a potem nowy rząd Albaillellaria.

### Inne
Deflandre badał też mikrofaunę krzemieni mezozoicznych i kenozoicznych. 

### Wybrane publikacje
Deflandre opublikował około trzystu prac naukowych, pomiędzy którymi znajdują się oryginalne prace naukowe, rozdziały w monografiach i pozycje popularonaukowe, na przykład:
- Classe des Ébriédiens[5]; Classe des Silicoflagellidés[6]; Classe des Coccolithophoridés[7] (rozdziały w Traité de Zoologie, 1 (1), 1952)
- La vie créatrice de roches (1967, w serii Que sais-je(inne języki))[8];

### Opisane taksony
Niektóre taksony wyższej rangi opisane przez Deflandre'a:
- Podklasa Ebriidea Deflandre, 1936 (ebriidy(inne języki), wiciowce o szkielecie krzemionkowym)[5];
- Rząd Albaillellaria Deflandre, 1953 (promienice paleozoiczne)[9];
- Rodziny Sphenolithidae Deflandre, Braarudosphaeridae Deflandre (kokkolity)[7].

W sumie uczony opisał ponad tysiąc nowych taksonów.

## Eponimia
Na jego cześć nazwano gatunek orzęska Prorodon deflandrei Dragesco, 1960 i promienicy Verticiplagia deflandrei Dumitrica, 2004.